# 松本稔 (野球)
松本 稔（まつもと みのる、1960年8月18日 - ）は、群馬県伊勢崎市出身の元アマチュア野球選手、元高等学校教員・高校野球指導者・野球解説者。

## 来歴

### 高校時代
前橋高校では2年生の時、エース兼四番打者として1977年の秋季関東大会決勝に進み、印旛高校の菊池総と投げ合うが完封を喫し準優勝にとどまる。しかし翌1978年に開催された第50回選抜高等学校野球大会に出場を決めた。
選抜では、前年の秋季大会ベスト8の実力を有する滋賀県の比叡山高校と1回戦で対戦。下馬評では比叡山高校有利と見られていたが、キレのあるスライダーと抜群の制球力、さらには一人もランナーを出せずに焦り始めた相手打線の淡白な攻めにも助けられ、投球数78、奪三振5、外野への打球に至っては僅かに3という完璧な内容で高校野球の全国大会史上初めて完全試合を達成した。
27人目の打者を迎えた時に実況の三宅定雄アナウンサー（毎日放送）が松本を「あまりにも淡々としております」と評し、初球のピッチャーゴロを無難に処理し大記録を達成した際も、最後に捕球した一塁手が喜びを爆発させる中で松本は笑顔を浮かべただけですぐに整列へと向かった。
勝利後のインタビューでは「相手に申し訳ないことをしてしまいました」と述べ、「史上初のパーフェクトだよ」と問われても落ち着いた様子で「ああ、そうですか…」と答え、その知的なコメントと立ち振る舞いが世間の感心を得た。なお、松本は後年「完全試合はもう既に誰かが達成しているだろうという程度の知識だった。（完全試合が達成されれば史上初という）情報が入っていたらダメだったかもしれない。」と振り返っている。
続く2回戦では福井商業高校と対戦。初戦に続き9イニングを四死球0と抜群の制球力を見せ付けたが被安打17、14失点を喫した。ただし、この試合は、松本が2回に初めてのヒットを打たれると、1回戦で完全試合をアシストした守備が乱れ、それがことごとく大量失点に繋がるという不運もあった（この試合の松本の自責点は4）。結果的に野手は6つの失策を記録し、攻撃も3安打無得点に抑えられ敗退する。しかし、一般的に投手力の高いチームが有利とされているセンバツにおいても完全試合は、1994年の第66回選抜高等学校野球大会の江の川高校（現・石見智翠館高校）戦における金沢高校の中野真博を含めて2人しか達成しておらず、夏の全国高等学校野球選手権大会では2023年の時点では未だに達成されていない。
この年の群馬県の高校野球界はセンバツにおける前橋高校と桐生高校の名門2校によるアベック出場に沸き、先述の完全試合や桐生高校のベスト4進出、さらに後の春季関東大会において両校が決勝で対戦（桐生高校が勝利）するなど「群馬県高校野球界の黄金期」と評された。対する滋賀県は、同年夏の第60回全国高等学校野球選手権大会でも膳所高校が桐生高校に0-18の大敗を喫するなど、「暗黒の時代」と言われている。比叡山高校は第81回選手権大会でも初戦で当大会の優勝校となる群馬県代表の桐生第一高校に1安打完封で惜敗。群馬県勢に対する滋賀県勢の相性の悪さを示す形となってしまった。
同年夏は、選手権大会県予選準々決勝で太田工業高校を完封したものの、その試合で肘を痛めた影響もあり、準決勝で前橋工業高校に2-6で敗れ、春夏連続の甲子園出場はならなかった。なお、この試合で松本は本塁打を打っている。

### 大学・大学院時代
一般受験で筑波大学体育専門学群に進学した松本は野球部で外野手に転向し、一番打者としてチームを牽引。首都大学野球リーグでは1980年秋季リーグから一部リーグに復帰。優勝には届かなかったが1981年春季リーグ、1982年春秋季リーグとも3位と健闘した。1年上のチームメートに遊撃手の西本和美がいた。
東海大学の高野光から本塁打を放ち高野にリーグ戦唯一の黒星をつけるなどの活躍が評価され、3年生の春にはベストナインとして表彰を受け、4年生の時には選手間投票で主将にも任命された。最後は投手も務めるようになったものの、投手としてはこの先上では通用しないと感じたことから、大学卒業を機に野球選手から身をひいた。ただ、内野手になればプロ野球への道も開けたかもしれないのに、その可能性にチャレンジしなかったことを悔やんでいるという。
結局は、当初の夢である高校の教師になることを目指し採用試験の願書まで出していたが、このまま教師になってよいものかとの疑問から直前に受験を取りやめ、筑波大学大学院体育研究科に進学した。大学院時代は、意図的に野球と距離を置きクラブチームでラグビーに勤しみ、「あの二年間は（野球にはなかった充実感を味わえ）とても貴重な時間だった。」と振り返っている。

### 指導者時代
大学院修士課程修了に際して、地方公務員である群馬県公立高校教員として採用され、1985年に県立中央高校に赴任。1年目に亀井猛斗を擁して夏の県大会準優勝し、亀井は3年時に西武からドラフト指名を受けて入団。2年後には夏の群馬県大会を制して第69回選手権大会に出場。この時は、1回戦で立浪和義・片岡篤史・橋本清・野村弘樹らを擁する大阪府代表のPL学園高校に2-7で敗退している。
1992年に母校である前橋高校に赴任し、同年秋から硬式野球部監督として指導に当たる。1997年の夏の県大会では決勝まで進んだが、大須賀允を擁する前橋工業高校に敗退し、甲子園出場は成らなかった。そして、2001年の秋の関東大会で準決勝まで駒を進め、翌年春の第74回選抜高等学校野球大会に出場。普段の練習では高校時代の経験を生かして打撃投手も務めていたため、開会前に行われる甲子園練習で24年振りの「甲子園のマウンド登板」が期待されたが、本人の「スタンドプレーと思われたくない」という意向から実現しなかった。なお試合は1回戦で熊本県の九州学院に1-2で惜敗している。2004年にはAAA世界野球選手権大会で日本代表のコーチを務め、準優勝に貢献した。
群馬県内有数の進学校である前橋高校からは、早稲田大学でラクロスのU-21日本代表に選出された現前橋東高校監督の小暮直哉や慶應義塾大学で六大学野球リーグ史上12人目となる2度の首位打者（2008年春・2009年秋）を獲得した小野寺和也を初めとして数多くの選手を東京六大学などの名門大学に輩出した。また、横尾弘一の著書『四番、ピッチャー、背番号1』で、その歩みが取り上げられた。2008年4月より、かつて野球部を甲子園に導いた中央高校の後身の中央中等教育学校に赴任。野球解説者としても例年甲子園大会の民放ラジオ中継で実況解説者を務めている。2010年1月下旬に幕張メッセで行われた全日本野球会議主催の指導者講習会では岩井美樹、金光興二、渡辺元智と共に学生野球指導者の代表としてパネリストを務める。
2021年3月末で定年退職となった。部員不足で2020年秋の県大会を辞退したため公式戦最後の指揮は2020年7月26日の代替大会で対群馬県立高崎高校戦であった。県立高崎高校は自身の母校の前橋高校のライバル校としても知られ惜しくも敗退となった。
2022年4月1日、再任用教員として桐生高校に赴任し、第74回春季関東地区高等学校野球大会群馬県予選では責任教師としてベンチ入りした。7月9日に開幕した夏の全国高校野球選手権群馬大会では同校の監督を務めた。7月12日、1回戦で高崎経済大付と対戦し、延長11回5-6で敗れた。